# Burkett-Nunatak
Der Burkett-Nunatak ist ein 2180 m hoher Nunatak im ostantarktischen Viktorialand. Er ragt 1,5 km östlich des Minarett-Nunataks aus den Monument-Nunatakkern auf.
Der United States Geological Survey kartierte ihn anhand eigener Vermessungen und mithilfe von Luftaufnahmen der United States Navy zwischen 1960 und 1964. Das Advisory Committee on Antarctic Names benannte ihn 1968 nach Willis A. Burkett (1931–1998), Elektrotechniker der Flugstaffel VX-6 der US-Navy, der an sechs Deep Freeze Operations und über hundert Flügen zum McMurdo-Sund teilnahm.